# Wilhelm Agrell

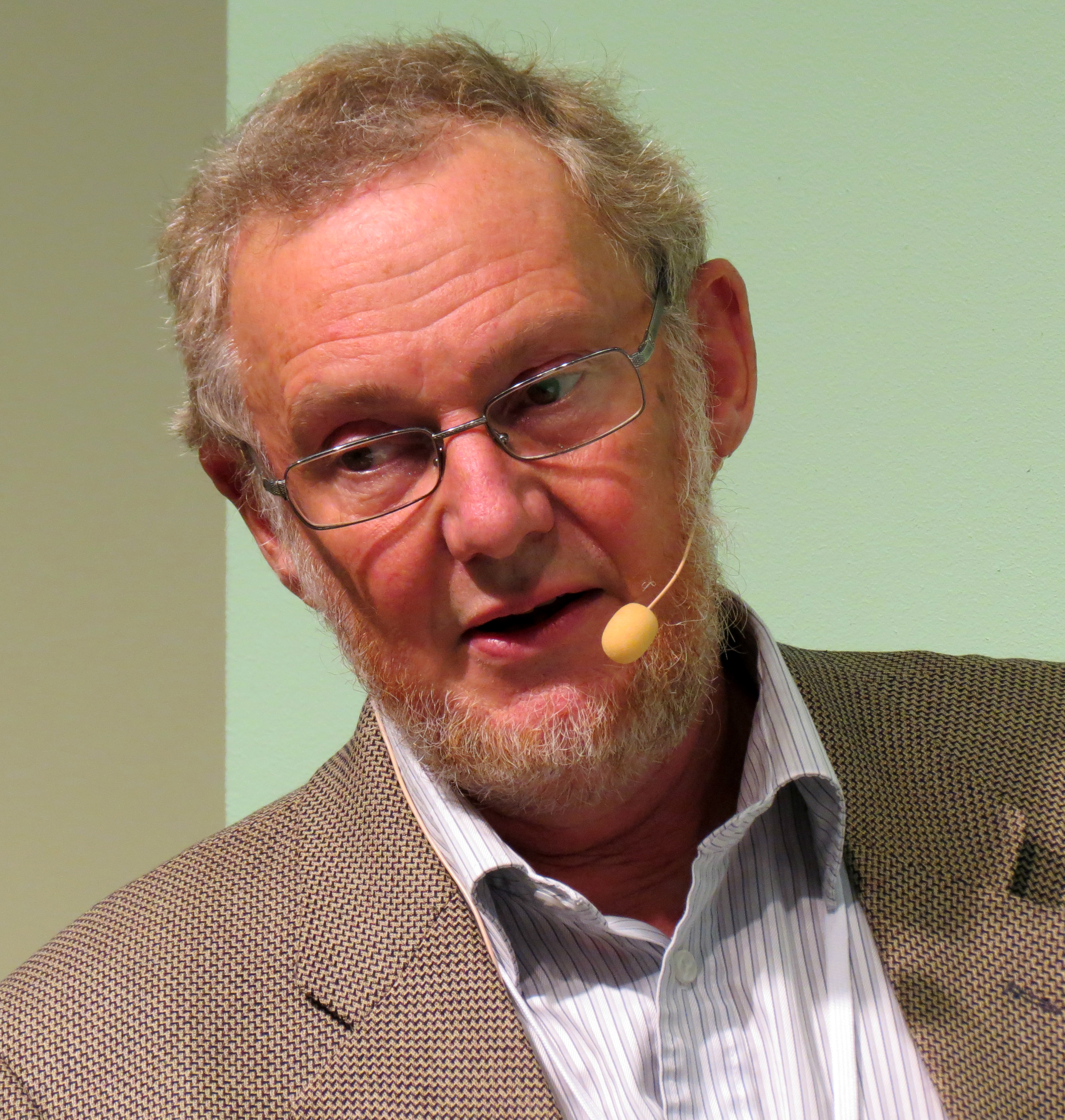
Wilhelm Agrell 2014

Hans Wilhelm Kristofer Agrell  (* 13. Oktober 1950 in Uppsala) ist ein schwedischer Historiker und Schriftsteller.

## Leben
Agrell studierte Geschichte, worin er 1985 promovierte. Er arbeitet seit 1987 als Dozent an der Universität Lund und ist Autor von Romanen und Sachbüchern. In Lund ist Agrell Professor am Forschungspolitischen Institut, sein thematischer Schwerpunkt liegt in der Friedens- und Konfliktforschung. Das Material für seine Bücher gewinnt Agrell nicht nur über theoretische Recherchen, sondern auch durch längere Aufenthalte in den Konfliktzonen. Countdown (Dödsbudet 2001; dt. 2002) ist sein erster Roman, der sich vor allem an Jugendliche wendet.

## Auszeichnungen
Er wurde für den anerkannten schwedischen August-Preis nominiert und bekam 2002 die Nils-Holgersson-Plakette verliehen.